# Paul Tagliabue

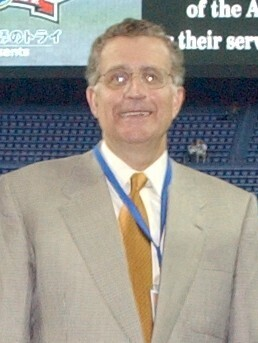
Paul Tagliabue (2002)

Paul John Tagliabue (geboren am 24. November 1940 in Jersey City, New Jersey) ist ein amerikanischer Anwalt. Von 1989 bis 2006 war er Commissioner der National Football League (NFL).

## Leben
Paul Tagliabue wuchs in Jersey City als einer von drei Söhnen eines Klempners auf. Er besuchte die St. Michael’s High School. Auf Grund seines Talents im Basketball erhielt er 1959 ein Stipendium am Georgetown College und spielte dort im Basketball-Team und war im letzten Studienjahr Teamkapitän. Das College schloss er mit dem Bachelor of Arts mit Auszeichnung ab. Ab 1962 studierte er an der New York University Law School. Er war unter anderem Mitherausgeber des Law Review. Den Juris Doctor legte er 1965 mit Auszeichnung ab. Zunächst arbeitete er im Büro von Richter Oscar H. Davis im United States Court of Claims. Anschließend wechselte er ins Verteidigungsministerium. 1969 trat er der Anwaltskanzlei Covington & Burling bei. Bald war er auch an der Bearbeitung der Angelegenheiten der National Football League beteiligt. Nachdem er später Partner der Kanzlei geworden war, verstärkte er die Zusammenarbeit mit der Liga.
Unter anderem vertrat er die Liga und beriet deren Commissioner Pete Rozelle bei den Rechtsstreitigkeiten mit Al Davis zum Umzug der Raiders von Oakland nach Los Angeles, der Kartellklage der United States Football League (USFL) gegen die NFL und den Verhandlungen zum Spielerstreik 1987.
Nachdem Peter Rozelle am 22. März 1989 seinen Rücktritt als Commissioner bekanntgegeben hatte, war zunächst der General Manager der New Orleans Saints, Jim Finks, Favorit als Commissioner. Insbesondere die älteren Teameigner unterstützen Finks. Bei einem ersten Wahlgang am 6. Juli 1989 erhielt er jedoch nur 17 der 28 Stimmen. Notwendig war eine 2/3-Mehrheit. Schließlich setzte sich jedoch Tagliabue durch. Am 26. Oktober 1989 wurde er im 12. Wahlgang gewählt. Am 5. November 1989 erfolgte die Amtsübernahme. Bereits im März 1990 handelte er einen neuen vier Jahre geltenden Fernsehvertrag für 3,6 Milliarden Dollar aus. Zur damaligen Zeit war dies der teuerste TV-Vertrag der Geschichte. Weiterhin organisierte er die Erweiterung der Liga um zwei weitere Franchises. Ab 1995 nahmen die Jacksonville Jaguars und die Carolina Panthers den Spielbetrieb auf. Während seiner Amtszeit war außerdem der Konflikt um den Umzug der Mannschaft der Cleveland Browns nach Baltimore (jetzt Baltimore Ravens) 1996 zu lösen. Mit den Houston Texans 2002 erfolgte die bisher letzte Erweiterung der Liga.
Im Bestreben um eine breitere Vermarktung der Liga setzte er das von Rozelle begonnene Projekt zur Internationalisierung der Liga fort. So wurde 1991 die World League of American Football, später NFL Europe, gegründet, die bis 2007 betrieben wurde. Daneben wurde die Anzahl der Pre-Season-Spiele (American Bowl) außerhalb der Vereinigten Staaten weiter erhöht.
1993 gelang es ihm, einen sieben Jahre geltenden Vertrag mit der Spielergewerkschaft NFL Players Association auszuhandeln. Neben den Spielergehältern wurden im Vertrag Pensionsregelungen und Vereinbarungen zur medizinischen Hilfe und sonstigen Unterstützung von aktiven und zurückgetretenen Spielern getroffen. Mit diesem Vertrag sowie dem Nachfolgevertrag 2006 gelang es Tagliabue, während seiner Amtszeit den Arbeitsfrieden zu sichern und Spielerstreiks zu verhindern.
Während seiner Amtszeit als Commissioner unterstützte er den Bau von 20 Stadien, das eigene TV-Programm NFL Network wurde gegründet. Außerdem wurde das Internet als neue Vermarktungsplattform ligaweit ausgebaut.
Am 20. März 2006 gab er bekannt, dass er Ende Juli 2006 zurücktreten werde. Die Amtsübergabe an seinen Nachfolger Roger Goodell erfolgte am 1. September 2006.
Seitdem arbeitet er wieder in der Anwaltskanzlei Covington.
Er wurde von 2012 bis 2021 von führenden Ranking-Instituten als einer der besten Anwälte im Bereich des Sports benannt.
2020 wurde er in die Pro Football Hall of Fame aufgenommen.
Er ist seit 1965 mit Chandler Minter verheiratet. Das Paar hat zwei Kinder und lebt in Bethesda, Maryland.